# لا ماتانسا د آسنتخو
لا ماتانسا د آسنتخو (به اسپانیایی: La Matanza de Acentejo) یک شهرستان در اسپانیا با جمعیت ۸٬۴۷۱ نفر است که در جزایر قناری واقع شده‌است.